# Manipulant (Beruf)
Im Handel bezeichnete Manipulant einen Großhändler, der die Ware hauptsächlich erst nach einer Zwischenbearbeitung weiterverkaufte. Dies kann im eigenen Betrieb oder als Lohnauftrag in Fremdbetrieben erfolgen. Daneben wurde der Begriff in der österreichischen Amtssprache für eine Hilfskraft gebraucht, beispielsweise für die in der Vermittlung beschäftigten Telefonisten.
Wohl weil der Begriff umgangssprachlich negativ belegt ist, unter anderem durch den „Manipulanten“, der den Finanz- oder Handelsmarkt spekulativ, teils auch betrügerisch benutzt, dürfte die für bestimmte Großhändler zusätzlich gebrauchte Berufsbezeichnung weitgehend aufgegeben worden sein.
Für den selbständigen Handel und damit auch für die Großhandlung ist eigentlich charakteristisch, dass die beschafften Waren ohne Be- oder Verarbeitung abgesetzt werden. Einfachere Manipulationen, die sich zum Beispiel mit dem Verpacken, Sortieren, Reinigen oder Zurichten von Waren ergeben, sind allerdings handelsübliche Formen der Warenaufbereitung, die den Händler als Manipulanten noch nicht zum Fabrikanten machen.

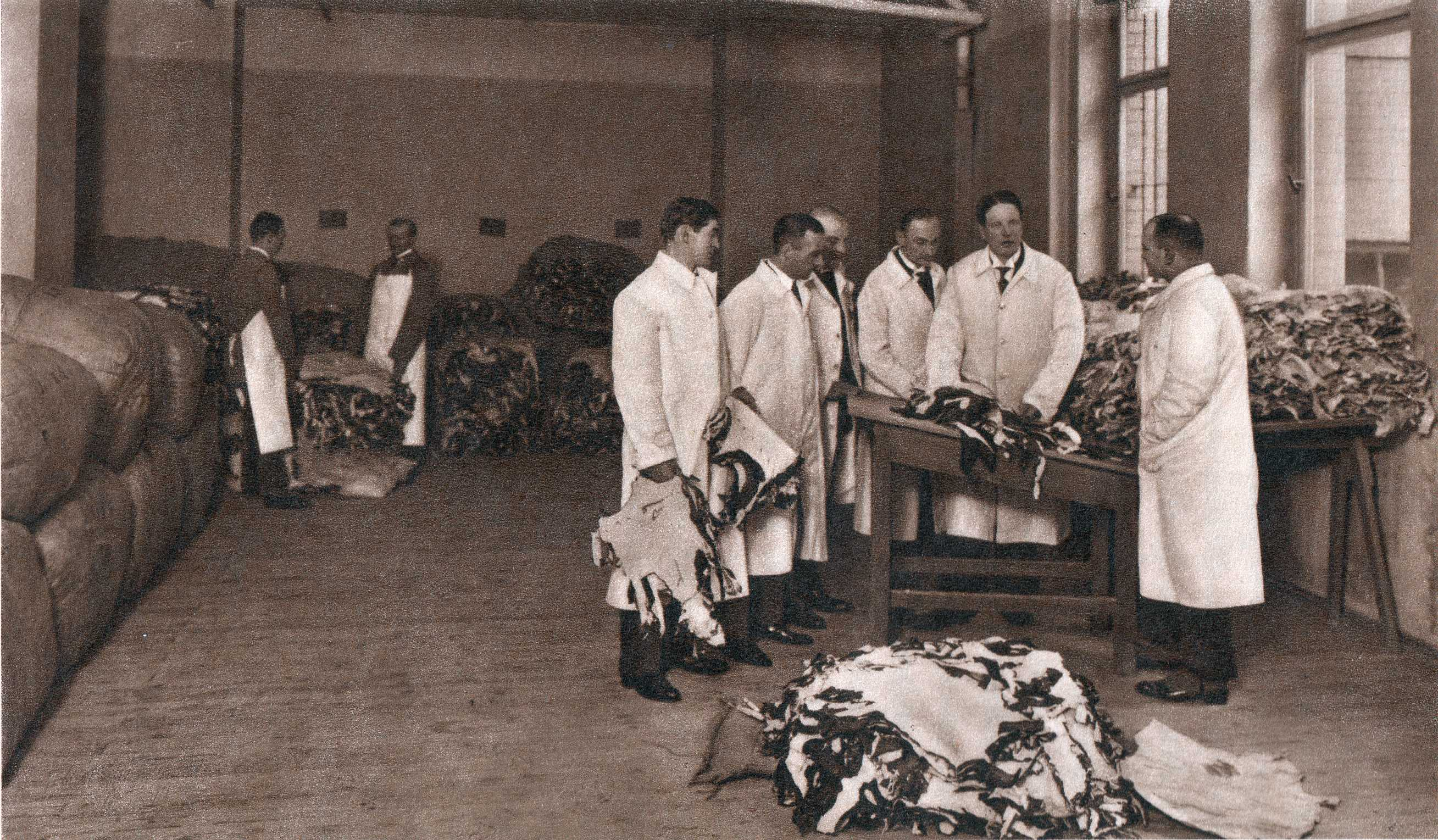
Rauchwarenhändler der Firma Thorer im Sortierlager von Rohfellen

Innerhalb des Rauchwarenhandels, dem Großhandel von Pelzfellen, war der Begriff noch Ende des 20. Jahrhunderts gelegentlich in Gebrauch. Im Jahr 1950 ist beispielsweise Friedrich Erler in Leipzig als Rauchwaren-Manipulant im Fachverzeichnis der Pelzbranche eingetragen. Der Rauchwarenhändler kauft auf den Weltmärkten die Rohfelle ein. Als Manipulant lässt er sie zurichten (gerben) und eventuell weiter veredeln (färben, scheren oder anderes) und sortiert sie eventuell für das endverarbende Handwerk zu Kürschnersortimenten.
Der Textilmanipulant sucht aus der Gesamtheit der Angebote an verschiedenartigen Geweben die zusammen, die die Gewerbeabnehmer und Verarbeiter benötigen. Er kauft gewöhnlich Rohgewebe, lässt es im Lohngewerbe veredeln und verkauft es gebrauchsfertig.
Das Industriemuseum Euskirchen beschrieb im Zusammenhang mit der Wolferei (Lockerung, Reinigung und Vermischung der Wolle) der ehemaligen Tuchfabrik Müller die dortige Manipulation:
Die Fertigung in der Wolferei begann mit dem Zusammenstellen der Rohstoffmischung. Mit ihr wurde der vorher festgelegte Mischungspreis erzielt und der Farbton bestimmt. „Der Begriff der „Manipulation“ (vom neulateinischen manipulatio = Handgriff, Verfahren Kniff) bezeichnet allgemein die Auswahl und Beurteilung der verschiedenen Rohstoffe sowie deren Zusammenstellung in einer Spinnpartie in näher zu bestimmenden prozentualen Anteilen.“ Eigentlich meint die Manipulation die Mischung rohweißer Wollsorten und -qualitäten. In der Zusammenstellung unterschiedlich in der Flocke eingefärbter Wollen wird es als Melangieren bezeichnet. Von entscheidender Bedeutung ist besonders bei Melangen der Charakter der eingesetzten Rohstoffe, daher kann das Melangieren nicht ohne eine Manipulation erfolgen. In der industriellen Praxis werden jedoch auch die vom Manipulanten angefertigten Wollzusammenstellungen und Prozentrechnungen als „Manipulation“ bezeichnet. Beim Industriemuseum Euskirchen heißt es: „Die Manipulation ist eine hochqualifizierte Tätigkeit, die verlangt, dass der Manipulant über sehr gute Kenntnisse in der Beurteilung der Rohwollqualitäten und -eigenschaften verfügt sowie zudem mit dem gesamten weiteren Produktionsverlauf bestens vertraut ist. In der Tuchfabrik Müller wurde diese Arbeit deshalb zumindest nach dem Zweiten Weltkrieg von Kurt Müller ausgeführt. Vor dem Krieg war eher der Spinnmeister für die Zusammenstellung einer Partie verantwortlich. Dies ist umso wichtiger, als die Rentabilität des gesamten Betriebes in erheblichem Maße von der Manipulation abhängig ist.“
Im Weinhandel kennt man die Begriffe
- Négociant-Manipulant, siehe Weinsprache #Négociant-Manipulant
- Récoltant-Manipulant, siehe Weinsprache #Récoltant-Manipulant